# Jan Schindelmeiser

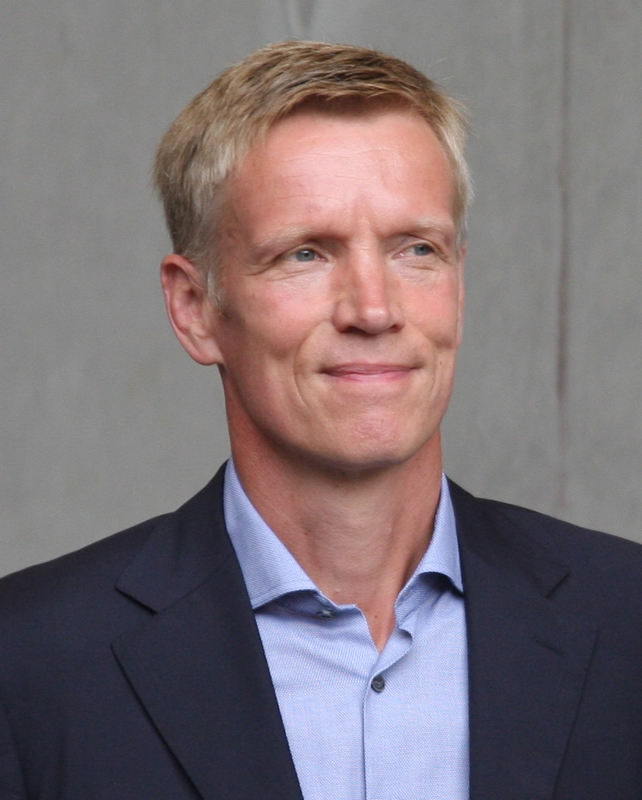
Jan Schindelmeiser (2016)

Jan Schindelmeiser (* 17. Dezember 1963 in Flensburg) ist ein deutscher Fußballfunktionär. Er war zuletzt als Vorstandsmitglied des VfB Stuttgart für die sportliche Leitung des Vereins verantwortlich.

## Leben
Schindelmeiser wuchs im niedersächsischen Uslar auf, wo seine Eltern heute noch leben. 1981 begann er bei Göttingen 05, heute 1. SC Göttingen 05, seine Laufbahn als aktiver Fußballspieler. Im Alter von 21 Jahren erkrankte er an Pfeifferschem Drüsenfieber, was seine Ambitionen zunichtemachte, höherklassig Fußball zu spielen. Dennoch bestritt Schindelmeiser von 1984 bis 1994 in der Fußball-Oberliga insgesamt 246 Spiele für KSV Hessen Kassel und Göttingen 05, wo er zusätzlich die Stadionzeitschrift herausgab. Zeitgleich belegte er an der Universität Göttingen ein Magisterstudium mit der Fächerkombination Sport, Publizistik, Politik und Betriebswirtschaftslehre, das er mit der Note 1,7 abschloss. Die Magisterarbeit schrieb er bei Arnd Krüger. 1994 erwarb er die DFB-Trainer A-Lizenz.
Anschließend übernahm er von 1996 bis 1998 bei Eintracht Braunschweig den Posten des Managers, von 1998 bis 2000 bei Tennis Borussia Berlin. 1999 verpflichtete Schindelmeiser für Tennis Borussia den Hannoveraner Mirko Slomka als Nachwuchskoordinator und A-Junioren-Trainer. Slomka knüpfte auch den Kontakt zu Ralf Rangnick, der Schindelmeiser später in Hoffenheim als Manager vorschlug. Nach seiner Zeit in Berlin war er fünf Jahre international als selbständiger Managementberater tätig, ab dem 1. April 2005 war er Geschäftsführer und Manager des FC Augsburg. Diese Tätigkeit beendete er nach drei Monaten, Ende Juli 2005, nach dem plötzlichen Tod seiner Ehefrau Bettina. 
Im Juli 2006 starteten Schindelmeiser und Rangnick ihre gemeinsame Zeit bei 1899 Hoffenheim – Schindelmeiser zunächst als Manager. Mit zwei Aufstiegen in Folge gelang dem Verein der Durchmarsch von der Fußball-Regionalliga Süd in die Fußball-Bundesliga. Im Januar 2009 wurde Schindelmeiser zum Geschäftsführer und Manager der TSG 1899 Hoffenheim Fußball-Spielbetriebs GmbH befördert; er war schwerpunktmäßig verantwortlich für den Geschäftsbereich Sport. Am 30. Juni 2010 schied er auf eigenen Wunsch aus seinem Amt als Manager bei der TSG Hoffenheim aus.
Nach seiner Hoffenheimer Zeit war Jan Schindelmeiser in selbständiger Tätigkeit im In- und Ausland beratend für Sponsoren und Investoren und für Vereine und Einzelpersonen weiterhin im Profifußball-Bereich tätig. Trotz zahlreicher Angebote von Profivereinen übernahm Schindelmeiser zunächst keine Managertätigkeit bei einem Verein.
Am 8. Juli 2016 berief der Aufsichtsrat des VfB Stuttgart Schindelmeiser zum Vorstand Sport als Nachfolger von Robin Dutt. Nachdem er am Ende der Saison 2016/17 mit dem VfB Stuttgart als Zweitliga-Meister in die Bundesliga aufgestiegen war, entband ihn der Verein am 4. August 2017 mit sofortiger Wirkung von seinen Aufgaben und beendete die Zusammenarbeit Ende September 2017 endgültig.